# 室內美式足球名人堂
室內美式足球名人堂是室內美式足球聯盟（AFL）的官方名人堂。首届名單於1998年公布，然而直到2011年才正式组织名人堂。在2011年之前，選出了1998至2000年、以及2002年等五屆成員。 室內美式足球名人堂是授予在AFL中表現卓越的球員、教練和貢獻者的最高榮譽。投票過程包括粉絲和現任名人堂成員投票選出入圍者。入圍者是由聯盟辦公室選出的，他們收集了來自競技場美式足球名人堂諮詢委員會的選票，該委員會由曾經參與聯盟的前球員、高管、新聞工作者和媒體界人士所組成 聯盟的市場自2015年開始衰退，因此自此以後沒有再公佈過新的名人堂名單。該聯盟於2019年再次倒閉，之後長期運營的球迷網站ArenaFan宣布接管了名人堂的營運。

## 資格
要被提名為競技場美式足球名人堂的候選人，必須滿足至少四個條件之一（截至2015年，取決於該候選人是否被認為是球員、教練或貢獻者）：自1989賽季之後參加比賽的球員必須至少打了三個賽季，球員必須退休至少三個完整賽季。教練必須在聯盟中活躍至少五個賽季，但不論是否已退休。對於貢獻者來說，則不考慮賽季數量，而是對AFL的重大進步做出的貢獻。 

## 地點
目前室內美式足球名人堂沒有實體場所，不像職業美式足球名人堂有個博物館。但在職業美式足球名人堂內有一個相對較小的展廳，展示室內美式足球聯盟的歷史。 

## 儀式和名人堂比賽
與職業美式足球名人堂一樣，室內美式足球聯盟有一個周末是為了新入選的名人堂成員而設。在一場特定的名人堂比賽之前，新入選的成員將參加一場儀式，儀式中會有每個入選者的事蹟介紹及演說。 

## 註解與参考資料
1. ↑  . AFL. 2015-07-14  [2015-11-26]. （原始内容存档于2016-03-04）.
2. ↑  . AFL. 2014-06-05  [2016-07-11]. （原始内容存档于2016-07-11）.
3. ↑   (新闻稿). ArenaFan. 2020-01-29  [2023-04-27]. （原始内容存档于2023-05-01）.
4. ↑  . AFL. 2015-07-14  [2016-04-22]. （原始内容存档于2016-05-07）.
5. ↑  . ESPN. 2007-03-02  [2016-04-22]. （原始内容存档于2016-04-25）.
6. ↑  . Tampa Bay Storm. 2014-04-17  [2016-04-22]. （原始内容存档于2016-03-08）.

## 外部連結
- 官方网站